# Gazanfar Khaligov
Gazanfar Alakbar oglu Khaligov (en azerí: Qəzənfər Ələkbər oğlu Xalıqov; Bakú, 16 de diciembre de 1898 – Bakú, 1 de marzo de 1981) fue pintor de Azerbaiyán, que obtuvo la distinción de Artista del Pueblo de la República Socialista Soviética de Azerbaiyán en 1973.

## Biografía
Gazanfar Khaligov nació el 16 de diciembre de 1898 en Bakú.
En 1928 se graduó del colegio de arte de Azerbaiyán. Trabajó como caricaturista en la revista "Molla Nasraddin" en 1929-1930, en la revista "Kirpi" entre 1953 y 1958 y en el periódico "Ganj Ishchi". En 1934 crea la obra "El funeral de Ferdowsi" para la exposición dedicada al 1000 aniversario de Ferdousí. En 1940 se convirtió en el primer artista en crear un retrato de Nezamí Ganyaví con motivo del 800 aniversario del poeta.
Sus obras "Khosrov y Shirin" (1940), "Iskendername" (1953) se conservan en el Museo Nacional de Arte de Azerbaiyán, "Retrato de Nizami" en el Museo Nacional de Literatura de Azerbaiyán y 17 obras en el fondo de la Galería Estatal de Arte de Azerbaiyán.
Gazanfar Khaligov falleció el 1 de marzo de 1981 en Bakú y fue enterrado en el Segundo Callejón de Honor. 

## Premios y títulos
- 1940 - Artista de Honor de la RSS de Azerbaiyán
- 1959 – Orden de la Insignia de Honor
- – Orden de la Bandera Roja del Trabajo
- 1973 - Artista del Pueblo de la RSS de Azerbaiyán[5]